# 保稅倉庫
保稅倉庫或保稅是應稅貨物可以存儲的安全區域或其他建築物，貯存其中的商品可以暫時豁免關稅。之後作轉口之用，或於免稅商店出售的商品，通常都會存放於保稅倉庫之中。由於得到稅務豁免，商品存入之時需要繳交保證金，待提貨後退回。進口商可以在保稅倉庫中作有限度的加工及重新包裝。在已發展國家極為普遍。

## 定义

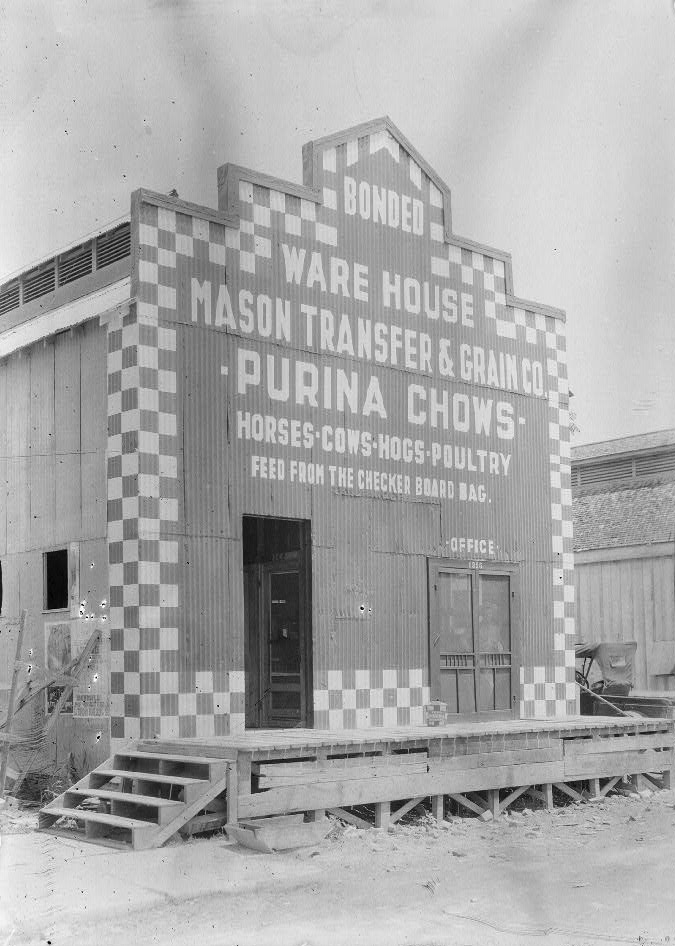
梅森轉運與糧食有限公司在南德克薩斯州邊境的保稅倉庫。由羅伯特·魯尼恩所拍攝，時間介於1900年到1920年

保稅倉庫是經海關核准的存放保稅貨物的專用倉庫。根據國際通行的保稅制度，入境存保稅倉的貨物可暫時免納進口稅，免領進口許可，除「戰略性高科技貨品（Strategic Hi-Tech Commodity, 簡稱SHTC）」外，在海關規定的存儲期內退運出口或辦理進口申報。
在美國，商品可能會留在保稅倉庫長達五年，自進口之日算起。

### 保稅制度
保稅制度是指運抵國境的進口、轉口，以及其他受海關監管的貨物，在通關放行前，暫免或延緩課徵關稅的制度。
保稅制度始創於英國，這種海關監管制度允許企業暫時免交稅賦，有利於貿易商降低貿易成本，提高經濟效益。改革開放後，中國為了適應對外貿易發展的需要，從80年代開始，陸續修訂頒佈了對來料加工、進料加工、保稅倉庫、保稅區等一系列管理辦法和規定。經過一段時期的實踐，已逐步建立了以保稅加工、保稅倉儲、區域保稅為主要內容的具有中國特色的保稅制度。
中華民國《營業稅法》第7條第8、9款載：「八、保稅區營業人銷售與課稅區營業人未輸往課稅區而直接出口之貨物。九、保稅區營業人銷售與課稅區營業人存入自由港區事業或海關管理之保稅倉庫、物流中心以供外銷之貨物。」而《加值型及非加值型營業稅法施行細則》第7-1條提到：「本法第七條第四款所稱供營運之貨物或勞務，指供經核准在保稅區內從事保稅貨物之貿易、倉儲、物流、貨櫃（物）之集散、轉口、轉運、承攬運送、報關服務、組裝、重整、包裝、修理、裝配、加工、製造、檢驗、測試、展覽、技術服務及其他經核准經營業務所使用，或供外銷使用之貨物或勞務。」
根據《海關法》對「保稅貨物」的定義是：「經海關批准未辦理納稅手續進境，在境內儲存、加工、裝配後，復運出境的貨物。」《海關法》第43條規定：「經海關批准暫時進口或暫時出口的貨物，以及特准進口的保稅貨物，在貨物收、發貨人向海關繳納相當於稅款的保證金或者提供擔保後，准予暫時免納關稅。」保稅貨物未辦理納稅手續進境，屬於暫時免納，而不是免稅，待貨物最終流向確定後，海關再決定徵稅或免稅。從法律上講，保稅貨物未按一般貨物辦理進口和納稅手續，因此，保稅貨物必須以原狀或加工後產品復運出境，這既是海關對保稅貨物的監管原則，也是經營廠商必須履行的法律義務。

## 種類與類型
根據不同的國家或地區，有各種保稅倉庫存放貨物：

### 中国大陆
在中國大陸可以運用「公用型保稅倉庫」、「自用型保稅倉庫」及「專用型保稅倉庫」。有關公用型和自用型的區別，保稅倉中專門用來存儲具有特定用途或特殊種類商品的，稱為專用型保稅倉庫，其類型主要包括液體危險品、備料、寄售維修，和其他專用型。公用型保稅倉庫可以分為公用型液體危險品、公用型寄售、公用型其他專業保稅倉庫；自用型保稅倉庫通常是指備料保稅倉庫，可以分為自用型液體危險品、自用型寄售維修、自用型其他專業保稅倉庫。
2015年，天津港“8.12”特别重大火灾爆炸事故就是由於瑞海国际物流的倉庫爆炸而造成。該公司以經營危險化學品貨櫃拆箱、裝箱、中轉運輸、貨物申報、運抵配送及倉儲服務等業務為主，由兩個危品庫房和中轉倉庫等組成，占地面積46226.8平方米。據中國媒體報導，危險化學品處置團隊從多條下水道裏，移除了有毒的氰化鈉，這些下水道源自周三晚間爆炸核心地帶的保稅倉庫區。據天津東疆保稅港區瑞海國際物流有限公司官網介紹，該公司成立於2011年，是天津口岸危險品貨物集裝箱業務的大型中轉、集散中心，是天津海事局指定危險貨物監裝場站和天津交委港口危險貨物作業許可單位。

#### 公用型
申請設立公用型保稅倉庫的企業必須具有工商行政管理部門核准的倉儲經營權，註冊資本最低為300萬元人民幣，擬建倉庫的面積不能少於2000平方米。

#### 自用型
在現階段，自用型保稅倉庫主要是指備料保稅倉庫，申請主體必須達到三個基本條件，一是加工貿易企業法人，二是年出口額最低為 1000 萬美元，三是必須是Ａ類或Ｂ類企業，Ｃ類和Ｄ類企業不能經營備料保稅倉庫。主要是為特定加工貿易企業供應生產自用的生產性物料、零配件等，不能進行簡單加工服務。

#### 專用型
專用型保稅倉庫可以是公用型的，也可以是自用型的。專用型保稅倉庫專業性強，行業特徵明顯，海關對經營此類特殊倉庫的要求也比較高。『經營特殊許可商品存儲的，應當持有規定的特殊許可證件』。如經營液體危險品保稅倉庫的，倉儲容積不能低於 5000 立方米，而且必須符合消防、環保、質檢、安全等方面的規定。
上海市浦東新區，其中隱藏著中國第一家藝術品保稅倉庫，首期建成佔地5000平方米的藝術品保稅倉儲和保稅展示區域。該保稅倉庫負責人胡環中表示，目前通過該中心進出海關的國內外藝術品都可以不用繳納最低為到岸價格（COST, INSURANCE, AND FREIGHT，縮寫CIF）貨值的24.02%的藝術品暫時進出口的保證金，這大大減輕了拍賣公司、藝術品公司以及藏家的稅收資金壓力。

### 臺灣
根據海關指定相關業者實施自主管理辦法規定，企業須有兩名以上合格的保稅業務專責人員，始可實施自主管理。目前台灣保稅工廠約400家、保稅物流中心近10家、保稅倉庫近200多家。保稅倉庫為經海關核准登記供存儲保稅貨物之倉庫。包括普通、專用、發貨中心等三種。
依據「保稅倉庫設立及管理辦法」第5條第2項規定：「保稅倉庫須建築堅固，經主管機關核定得作為倉庫使用，並視其存倉貨物之性質，具有防盜、防火、防水、通風、照明或其他確保存倉貨物安全與便利海關管理之設備及適當之工作場所。」
近年來,因應跨境電商交易模式興起，境內關外保稅倉等概念也逐漸普及，台灣平潭海外倉即為一例。

#### 普通保稅倉庫
僅供存儲一般保稅貨物。

#### 專用保稅倉庫
專供存儲經營國際貿易之運輸工具，專用燃物料、修造船艇或飛機用器材、礦物油、危險品、重整貨物、修護貨櫃或貨盤用材料、展覽物品、供免稅商店銷售用之貨物等。
台灣港務公司表示，目前台灣國際商港中僅高雄港、臺中港設有危險品倉庫，且僅得進儲低度危險物品之倉庫，貨種以潤滑油及化學品為主。為確保港區作業安全之無虞，目前商港法亦有規定船舶在港區裝卸危險物品，應由貨物所有人備妥裝運工具，於危險物品卸船後立即運離港區。如未能立即運離者，亦要求業者派專門技師及防護設備進駐，並儘速運離。

#### 發貨中心保稅倉庫
自用保稅倉庫（原發貨中心保稅倉庫）係完全存儲自行進口或自行向國內採購保稅貨物，或供重整用貨物（檢驗、測試、整理、分類、分割、裝配、重裝）之保稅倉庫。2003年7月24日發佈廢止命令，中華民國財政部關稅總局臺總局保字第0920105092號令。「發貨中心保稅倉庫」廢止，原發貨中心在法規型式上由「自用保稅倉庫」取代。

## 威士忌

### 英国
蘇格蘭威士忌的產品製程技術，以及製酒業者為配合英國政府管控，而實施保稅倉庫等相關措施。例如：蘇格蘭高地的 Glengoyne Disitllery 釀酒廠。目前 Glengoyne 約儲存5500桶，酒齡介於10至30年間，最長酒齡為28年，倉庫並無空調設備，乃在黑暗及自然情況下儲存橡木桶。 由於儲存倉庫內的酒品係等待熟成，未馬上銷售，因此尚無需課稅，該等倉庫爰被稱為保稅倉庫。平常必須上鎖控管，且所有進出該倉之酒品均必須有詳實紀錄，以供海關官員隨時到場稽查之用。《蘇格蘭威士忌法案》（Scotch Whisky Act 1988）規定，蘇格蘭威士忌只能裝在不超過700公升的橡木桶中，於蘇格蘭的保稅倉庫中進行陳年，時間不能短於三年，但對製造木桶的材料來源並沒有規範。

### 美国
保稅威士忌（Bottled in bond）是一種純威士忌，通常是波本威士忌或黑麥威士忌，在美國政府監督下製成，並不保證它的品質，只要求桶裝4年以上、酒精純度在裝瓶時不得低於50％、必須由一個酒廠釀造，並且在政府監視下的保稅倉庫儲存並瓶裝。Bottled-in-Bond法案（Bottled-in-Bond Act of 1897）是創造波本威士忌的一個品質標準。

## 資料來源
1. ↑  Mary McMahon. . Conjecture Corporation. July 18, 2015  [2015-08-20]. （原始内容存档于2018-06-21） （英语）. Also known as a customs warehouse, a bonded warehouse acts sort of like a no man's land where goods can be deposited without an importer or an agent needing to pay duties on them. If the importer decides to sell the goods for re-export, duties will not be incurred. Likewise, if the goods are destroyed, the obligation to pay duties will also be resolved. If the imported goods are released for sale, however, customs duties will come due.
2. ↑   (PDF). 中華民國關務學會網.   [2015-08-25]. （原始内容存档 (PDF)于2016-03-04） （中文（臺灣））. BOND:保稅 BONDED WAREHOUSE:保稅倉庫
3. ↑  Dr.eye 譯典通. . Yahoo！奇摩－字典.   [2015-08-25]. （原始内容存档于2019-05-15） （中文（臺灣））. 【商】關棧保留，保稅[U]
4. ↑   此句或之前多句包含来自公有领域出版物的文本: Chisholm, Hugh (编). .  4 (第11版). London: Cambridge University Press: 200. 1911.
5. ↑  國際貿易局貿易服務組貿易安全與管控小組. . 中華民國關務學會網.   [2015-08-21]. （原始内容存档于2020-01-29） （中文（臺灣））. 「戰略性高科技貨品」(Strategic Hi-Tech Commodity, 簡稱SHTC) 泛指所有可供作生產或發展核子、生化、飛彈等軍事武器之貨品。例如1台工具機，它可被用來製造生產鞋子的模具，但也可被用來製造生產飛彈零組件的模具，這台工具機就是戰略性高科技貨品；或是1種用來製造清潔劑的化學品，如也可被用來製造化學武器，就也屬戰略性高科技貨品。
6. ↑  （英文） Taiwan issued ICP Directions and amended SHTC Regulations to provide further flexibility for the bulk license （页面存档备份，存于）
7. ↑  . 新吉成國際通運有限公司.   [2015-08-21]. （原始内容存档于2020-05-19） （中文（臺灣））. 保稅倉庫是指經海關核准的專門存放保稅貨物的專用倉庫。根據國際上通行的保稅制度要求，進境存入保稅倉庫的貨物可暫時免納進口稅款，免領進口許可證件（能製造化學武器的和易制毒化學品除外），在海關規定的存儲期內復運出境或辦理正式進口手續。
8. ↑   (PDF). US Customs and Border Protection. Feb 2010  [2015-08-20]. （原始内容存档 (PDF)于2019-08-05） （英语）. A Customs bonded warehouse is a building or other secured area in which imported dutiable merchandise may be stored, manipulated, or undergo manufacturing operations without payment of duty for up to 5 years from the date of importation. Authority for establishing bonded warehouses is set forth in Title 19, United States Code (U.S.C.), section 1555. The regulations covered the operation of bonded warehouses is found at 19 CFR 19.
9. ↑  （英文） 19 U.S.C. § 1311 - Bonded manufacturing warehouses （页面存档备份，存于）
10. ↑  . 台灣銀行.   [2015-08-21]. （原始内容存档于2019-05-16） （中文（臺灣））. 保稅貨物因未完成通過手續，故徵稅與否須視該貨物決定進口或復出口而定。
11. ↑  連蓮. . 拓思（香港）有限公司.   [2015-08-26]. （原始内容存档于2019-12-06） （中文（香港））. 另外，保稅制度還帶有過程監管的特點。由於保稅貨物從進口到複運出口或內銷補稅往往需要在一段時間內進行儲存、加工、裝配，在這段時間中，保稅制度對保稅貨物的管理是過程監管。這個過程的監管除了包括前期的申報、查驗、放行管理外，還包括合同的前期備案和海關下廠檢查保稅貨物的儲存、使用等情況以及後期核銷。
12. ↑  （繁體中文） 營業稅法  （页面存档备份，存于）
13. ↑  中華民國財政部賦稅目. . 全國法規資料庫. 2014-05-02  [2015-08-23]. （原始内容存档于2020-08-15） （中文（臺灣））. 本法第七條第八款所稱課稅區，指中華民國境內保稅區以外之其他地區。本法第五條所稱保稅貨物及第七條第八款、第九款所稱貨物，指經保稅區營業人登列於經海關驗印之有關帳冊或以電腦處理之帳冊，以備監管海關查核之貨物。
14. ↑  史芳銘/漢邦管理顧問有限公司會計師. . 兩岸經貿服務網.   [2015-08-23]. （原始内容存档于2016-03-06） （中文（臺灣））. 大陸海關目前保稅制度的主要形式有兩類：第一類是為國際商品貿易服務的，如保稅倉庫、保稅區、寄售代銷、免稅品商店，其主要功能在於儲存；第二類是為加工製造服務的，如來料加工、進料加工、保稅工廠、保稅集團、保稅區等，其主要功能在於加工與裝配。
15. ↑  . 中華台商聯合促進會.   [2015-08-23]. （原始内容存档于2019-05-12） （中文（中国大陆））.
16. ↑  . 中国日报网.   [2015-08-26]. （原始内容存档于2016-01-29） （中文（中国大陆））.
17. ↑  . 新华网.   [2015-08-26]. （原始内容存档于2015-09-11） （中文（中国大陆））.
18. ↑  克里斯蒂安•谢泼德; 天津, 韩碧如. . 《金融時報》中文網. 2015-08-14  [2015-08-26]. （原始内容存档于2019-05-14） （中文（中国大陆））.
19. ↑  路西. . BBC中文網. 2015-08-12  [2015-08-26]. （原始内容存档于2019-05-15） （中文（香港））.
20. 1 2 3  袁明仁. . 大陸台商經貿網. 2006年5月  [2015-08-23]. （原始内容存档于2019-05-12） （中文（臺灣））. 公用型保稅倉庫和自用型保稅倉庫的主要區別可從五個方面加以說明：所儲存貨物的不同、功能不同、面積標準不同、經營主體的經營範圍要求不同、經營主體的性質不同。例如：取得經貿部門頒發的《危險化學品經營許可證》、消防部門頒佈發的《易燃易爆化學物品消防安全許可證》等……。
21. ↑  （简体中文） 揭開藝術品保稅倉庫神秘面紗 （页面存档备份，存于）
22. ↑  . 中國生產力中心.   [2015-08-23]. （原始内容存档于2015-07-03） （中文（臺灣））. 「海關審查民間機構辦理自主管理專責人員訓練及保稅業務人員講習作業要點」、「業者實施自主管理辦法第三條第三項」、「海關管理保稅工廠辦法第二十二條」、「自主管理保稅倉庫審查作業規定第6點第8款」及之規定辦理。
23. ↑  （繁體中文） 保稅倉庫、免稅商店及物流中心自主管理專責人員證照講習課程[永久]
24. 1 2 3 4  林清和. . 逢甲大學職能發展中心.   [2015-08-22]. （原始内容存档于2016-10-20） （中文（臺灣））. 發貨中心經核准設立後採自主管理。普通或專用保稅倉庫經核准設立營業後，實收資本額在新台幣五千萬元以上，其保稅管理制度健全且無欠稅、最近三年內漏稅、罰鍰紀錄合計未達新台幣五十萬元，而公司帳冊、表報、進出倉單據均以電腦處理，且與海關電腦連線自動化通關者，得向海關申請核准自主管理。另海關規定保稅倉庫應指定專人代表保稅倉庫辦理有關保稅事項，並向海關報備。原由海關監視關員辦理事項，在經海關核准自主管理之普通及專用保稅倉庫，得由其保稅專責人員辦理。但須押運之貨物，仍應由關員辦理。
25. ↑  通關業務組保稅業務科. . 財政部關務署. 2010-02-11  [2015-08-27]. （原始内容存档于2017-08-29） （中文（臺灣））. 使用執照上建物用途登記為廠房即不符上開法條規定，請逕洽建物主管機關辦理。
26. ↑  陳瓊如. . 中華日報航運電子報. 2015-08-17  [2015-08-26]. （原始内容存档于2016-03-04） （中文（臺灣））.
27. ↑  . 財政部關務署臺中關(W1). 2009-06-09  [2015-08-26]. （原始内容存档于2016-03-04） （中文（臺灣））. 進口保稅貨物必須報明稅則號列及價格，且其貨物售予課稅區廠商，並非全部均可採按月彙報，如納稅義務人非自用保稅倉庫本身或該項貨品有簽審規定者，不得申請按月彙報，應採逐批申報通關。
28. ↑  . 植根法律網. 2003-07-24  [2015-08-26]. （原始内容存档于2019-05-13） （中文（臺灣））. 中華民國88年12月2日財政部(八八)臺財關第880820990號函准予備查。中華民國 92年7月24日財政部關稅總局臺總局保字第0920105092號令廢止，廢止17條。
29. ↑  劉陽柳.  (PDF). 南台科技大學. 2014-05-21  [2015-08-27]. （原始内容 (PDF)存档于2019-05-12） （中文（臺灣））. 至本關工作手冊放行出口貨物應注意事項第 8 點規定：「一般保稅倉庫貨運出口報單及發貨中心保稅出口報單，應檢附出倉准單。」系針對保稅貨物退運或出倉出口之規定，非指物流中心 D5 出口報單之作業規定，惟因「發貨中心保稅倉庫」已更名為「自用保稅倉庫」為避免錯誤引用，本關將即進行工作手冊之修改。
30. ↑  陳萬清（……等共21人）. . 財政部國庫署菸酒管理組. 2006-11-27  [2015-08-23] （中文（臺灣））. 威士忌酒依規定至少須熟成 3 年加 1 日才可裝瓶，由於橡木桶會吸收酒精，因此儲存於橡木桶之酒品每年約蒸發 2﹪，蘇格蘭人稱蒸發部分為「給天使的部分」（share of angle）。……英國海關認為酒品在運送過程較容易產生逃漏稅或其他管理風險，因此英方約有 100-150 人負責查核酒品之運送文件資料（不隨車），而負責在酒廠查核生產流程者約 12 至 15 人。[永久]
31. ↑  林政緯. . 《酒訊雜誌 Wine & Spirits Digest》. 2012-08-06  [2015-08-23]. （原始内容存档于2015-07-31） （中文（臺灣））. 威士忌的風味有60%~70%來自於橡木桶，而「入門者」與「進階玩家」最大的區別就在於對橡木桶的認識。對玩家而言，知道威士忌放在什麼樣的橡木桶陳年，比知道威士忌的年份，能夠獲得更多訊息，也更能了解一支威士忌實際的風味。
32. ↑  . TITLE 27--Alcohol, Tobacco Products and Firearms. US Government.   [23 August 2015]. （原始内容存档于2020-07-18） （英语）.
33. ↑  . 《品酩誌》. 2012-08-03  [2015-08-23]. （原始内容存档于2019-05-15） （中文（臺灣））. 直到18世紀，美國威士忌的發展才正式上了軌道，與蘇格蘭威士忌的發展環境有些不謀而合，美國威士忌也是在稅收制度的暴亂中應運而生。1791年3月，威士忌銷售稅提案通過，迫使一些賓州釀酒商遷移至美國內陸地區，除了尋求乾淨的水源，也是為了避開抗稅的動亂，就這樣肯塔基州成為了美國最著名的威士忌酒鄉，在此釀造的威士忌並以波本郡命名。
34. ↑  Josh. . the Bourbon Observer. 2009-05-27  [2019-10-15]. （原始内容存档于2016-01-23） （英语）. Bourbons that are "bottled in bond" are those that comply with the Bottled-In-Bond Act of 1897. This Act was created to ensure the authenticity and purity of bourbon, and mandates that to be considered bonded and be labeled as such, bottled whiskey must be at least 4 years old, at least 100 proof, be the product of one distillery and one distiller, in one season. Bondeds are thus distinct from straight bourbon because straights commonly are combinations of different bourbons made at different times and places.To make sure these requirements were met, bonded bourbon was aged in Federally bonded and supervised warehouses, the keys to which were held by the goverment supervisors (these "government men" were agents of the Treasury Department, and up until the early 1980's, they physically unlocked the doors each morning and locked them each night).

## 外部來源
- （英文） The Customs Bonded Warehouse Program
- （英文） Advantages of a Bonded Warehouse
- （繁體中文） 保稅倉庫設立及管理辦法 （页面存档备份，存于）
- （繁體中文） 物流中心相較保稅倉庫之優勢 （页面存档备份，存于）
- （简体中文） 中華人民共和國海關對保稅倉庫及所存貨物的管理規定 （页面存档备份，存于）